# Saint-Geneys-près-Saint-Paulien
Saint-Geneys-près-Saint-Paulien est une commune française située dans le département de la Haute-Loire en région Auvergne-Rhône-Alpes.

## Géographie

### Localisation
La commune de Saint-Geneys-près-Saint-Paulien se trouve dans le département de la Haute-Loire, en région Auvergne-Rhône-Alpes.
Elle est parcourue par la D 906 qui rejoint Bellevue-la-Montagne en passant par le col de la Croix de l'Arbre à 1 004 mètres d'altitude.
Elle se situe à 18 km par la route du Puy-en-Velay, préfecture du département, et à 3 km de Saint-Paulien, bureau centralisateur du canton de Saint-Paulien dont dépend la commune depuis 2015 pour les élections départementales.
Les communes les plus proches sont : Saint-Paulien (2,9 km), Lissac (5,5 km), Blanzac (6,1 km), Céaux-d'Allègre (6,4 km), Bellevue-la-Montagne (6,6 km), Saint-Vincent (7,0 km), Borne (7,1 km), Vorey (7,3 km).
|                 | Bellevue-la-Montagne            |               |
| Céaux-d'Allègre | Saint-Geneys-près-Saint-Paulien | Vorey         |
|                 | Saint-Paulien                   | Saint-Vincent |

### Climat
Pour des articles plus généraux, voir Climat d'Auvergne-Rhône-Alpes et Climat de la Haute-Loire.
En 2010, le climat de la commune est de type climat des marges montargnardes, selon une étude du Centre national de la recherche scientifique s'appuyant sur une série de données couvrant la période 1971-2000. En 2020, Météo-France publie une typologie des climats de la France métropolitaine dans laquelle la commune est exposée à un climat de montagne ou de marges de montagne et est dans la région climatique Sud-est du Massif Central, caractérisée par une pluviométrie annuelle de 1 000 à 1 500 mm, minimale en été, maximale en automne.
Pour la période 1971-2000, la température annuelle moyenne est de 8,3 °C, avec une amplitude thermique annuelle de 16 °C. Le cumul annuel moyen de précipitations est de 826 mm, avec 8,4 jours de précipitations en janvier et 7,3 jours en juillet. Pour la période 1991-2020, la température moyenne annuelle observée sur la station météorologique de Météo-France la plus proche, « Allègre », sur la commune d'Allègre à 10 km à vol d'oiseau, est de 8,3 °C et le cumul annuel moyen de précipitations est de 908,7 mm,. Pour l'avenir, les paramètres climatiques de la commune estimés pour 2050 selon différents scénarios d'émission de gaz à effet de serre sont consultables sur un site dédié publié par Météo-France en novembre 2022.

## Urbanisme

### Typologie
Au 1er janvier 2024, Saint-Geneys-près-Saint-Paulien est catégorisée commune rurale à habitat dispersé, selon la nouvelle grille communale de densité à sept niveaux définie par l'Insee en 2022.
Elle est située hors unité urbaine. Par ailleurs la commune fait partie de l'aire d'attraction du Puy-en-Velay, dont elle est une commune de la couronne,. Cette aire, qui regroupe 59 communes, est catégorisée dans les aires de 50 000 à moins de 200 000 habitants,.

### Occupation des sols
L'occupation des sols de la commune, telle qu'elle ressort de la base de données européenne d’occupation biophysique des sols Corine Land Cover (CLC), est marquée par l'importance des territoires agricoles (56,2 % en 2018), une proportion identique à celle de 1990 (56,2 %). La répartition détaillée en 2018 est la suivante : 
forêts (42,3 %), zones agricoles hétérogènes (27,8 %), prairies (21,7 %), terres arables (6,7 %), milieux à végétation arbustive et/ou herbacée (1,5 %). L'évolution de l’occupation des sols de la commune et de ses infrastructures peut être observée sur les différentes représentations cartographiques du territoire : la carte de Cassini (XVIIIe siècle), la carte d'état-major (1820-1866) et les cartes ou photos aériennes de l'IGN pour la période actuelle (1950 à aujourd'hui).

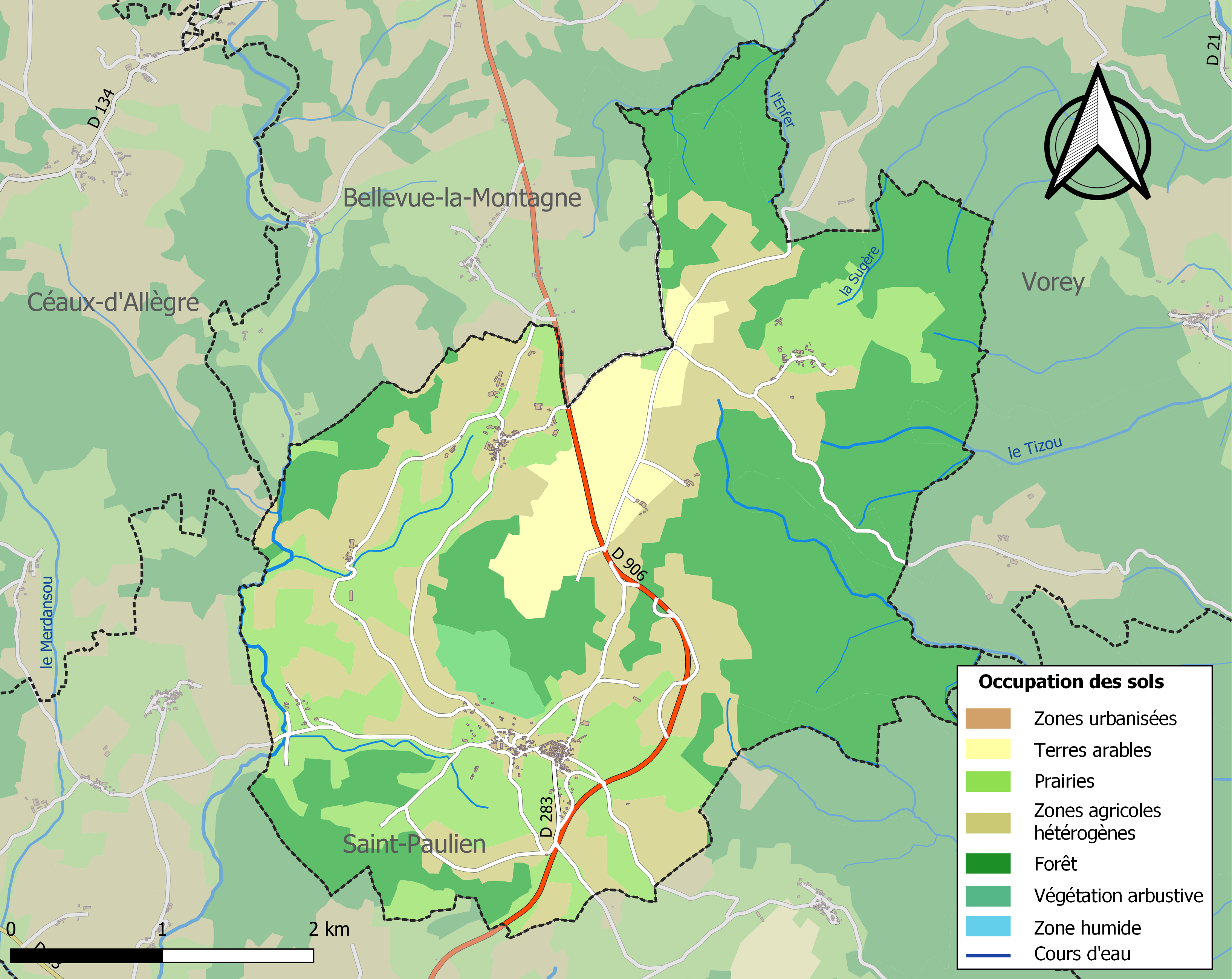
Carte des infrastructures et de l'occupation des sols de la commune en 2018 (CLC).

### Habitat et logement
En 2018, le nombre total de logements dans la commune était de 195, alors qu'il était de 181 en 2013 et de 177 en 2008.
Parmi ces logements, 68,7 % étaient des résidences principales, 19 % des résidences secondaires et 12,3 % des logements vacants. Ces logements étaient pour 96,9 % d'entre eux des maisons individuelles et pour 3,1 % des appartements.
Le tableau ci-dessous présente la typologie des logements à Saint-Geneys-près-Saint-Paulien en 2018 en comparaison avec celle de la Haute-Loire et de la France entière. Une caractéristique marquante du parc de logements est ainsi une proportion de résidences secondaires et logements occasionnels (19 %) supérieure à celle du département (16,1 %) et à celle de la France entière (9,7 %). Concernant le statut d'occupation de ces logements, 79,9 % des habitants de la commune sont propriétaires de leur logement (85,3 % en 2013), contre 70 % pour la Haute-Loire et 57,5 pour la France entière.
| Typologie                                               | Saint-Geneys-près-Saint-Paulien | Haute-Loire | France entière |
| ------------------------------------------------------- | ------------------------------- | ----------- | -------------- |
| Résidences principales (en %)                           | 68,7                            | 71,5        | 82,1           |
| Résidences secondaires et logements occasionnels (en %) | 19                              | 16,1        | 9,7            |
| Logements vacants (en %)                                | 12,3                            | 12,4        | 8,2            |

## Toponymie
Anciennes mentions : Parochia S. Genesii de Jaliaco (1038), Castrum et eccl. S. Genesii (1164), S. Genezius (1331), Ecclesia S. Bartholomœi de S. Genesio (1336), S.-Genès sur S.-Paulain (1379), S.-Genez de S.-Paulha (1401), Par. S. Genesii secus S. Paulhanum (1511), Par. de S.-Gineys en Auvergne (1610), S.-Genix (1616).
En 1789 la commune est nommée Peyramont, en 1793 Saint Gineys, en 1801 Saint-Gineys.
Selon le toponymiste Ernest Nègre, le toponyme Saint-Geneys-près-Saint-Paulien dérive de l'occitan sant et du nom singulier Genesius, peut-être issu par attraction de l’occitan ginest « genêt ».

## Histoire

### Préhistoire et Antiquité
Il n'y a aucune preuve d'occupation permanente du site avant l'époque gallo-romaine, mais le centre actuel de la municipalité se trouve à moins de cinq kilomètres au nord-est de Ruessio, oppidum et capitale du peuple Vellaune (dit Vellave pour les Romains) . Cet oppidum se trouve sur le parcours des légions de Jules César, en route vers Gergovie. Après la conquête romaine, Ruessio devient Ruessium l'agglomération se déplace de deux kilomètres, se rapprochant à trois kilomètres de celui de l'actuel Saint-Geneys.
C'est à cette époque que naît le village, sur la voie Bolène qui va de Lugdunum à Burdigala, via Rodez. Il semble qu'il fut à l'origine une Mansio, sorte de gîte d'étape sur la route capable d'héberger des personnalités importantes. Par la suite, d'autres constructions apparaissent, le lieu prenant le nom de Jalius, plus tard francisé en Jaliac. De la période gallo-romaine furent retrouvés des grès taillés, des débris de briques et de tuiles. "De belles fontaines s'y sont même conservées jusqu'à nos jours". Une borne routière romaine a été trouvée avant 1868 aux abords ou dans l'église de saint Barthélémy, l'église paroissiale. Emportée dans une ferme voisine avant que l'on ait relevé ses inscriptions qui étaient déjà fort effacées, elle est aujourd'hui considérée comme perdue.  
Lors des Grandes invasions la région subit un raid destructeur de Vandales, qui met à mal Ruessium. On peut imaginer que Jalius ne fut pas épargné.

### Du Moyen Âge à 1789
La première mention écrite du lieu date de 1038 : "Parochia S. Genessi de Jaliaco". Sans que nous en connaissions  aujourd'hui la raison, le nom du village, "Saint-Geneys", est à rattacher à saint Genet, évêque de Clermont vers 660. L'église du bourg a une origine antérieure au XIIe siècle, et est dédiée à saint Barthélemy.
En 1444 le village obtient le droit de se ceindre d'une muraille, et celui d'ériger un donjon. Il ne reste aujourd'hui de tout ceci que les pans de deux portes, sur les trois que possédait l'enceinte. Ce système de défense n'empêche pas les  destructions causées par les troupes du duc de Nemours en août 1593.

### De 1789 à aujourd'hui
Le maréchal Émile Fayolle (1852-1928), né au Puy, est issu d'une famille du village. Il est propriétaire dans celui-ci d'un château bâti en 1810, qui aujourd'hui accueille mariages et séminaires.
Trente-neuf enfants de la municipalité sont tombés au Champ-d'Honneur lors de la Première Guerre mondiale, trois lors de la Seconde.
De 1877 à 1923 est exploité un gisement d'Hématite sur le territoire de la commune; de 1956 à 1982 sont exploitées deux mines d'uranium.

## Politique et administration

### Découpage territorial
La commune de Saint-Geneys-près-Saint-Paulien est membre de la communauté d'agglomération du Puy-en-Velay, un établissement public de coopération intercommunale (EPCI) à fiscalité propre créé le 26 décembre 2016 dont le siège est à Le Puy-en-Velay. Ce dernier est par ailleurs membre d'autres groupements intercommunaux.
Sur le plan administratif, elle est rattachée à l'arrondissement du Puy-en-Velay, au département de la Haute-Loire, en tant que circonscription administrative de l'État, et à la région Auvergne-Rhône-Alpes.
Sur le plan électoral, elle dépend du canton de Saint-Paulien pour l'élection des conseillers départementaux, depuis le redécoupage cantonal de 2014 entré en vigueur en 2015, et de la deuxième circonscription de la Haute-Loire   pour les élections législatives, depuis le redécoupage électoral de 1986.

### Liste des maires
| Période                                  | Période  | Identité              | Étiquette | Qualité |
| ---------------------------------------- | -------- | --------------------- | --------- | ------- |
| Les données manquantes sont à compléter. |          |                       |           |         |
| mars 2006                                | En cours | Jean-François Gisclon |           |         |

## Population et société

### Démographie

#### Évolution démographique
L'évolution du nombre d'habitants est connue à travers les recensements de la population effectués dans la commune depuis 1793. Pour les communes de moins de 10 000 habitants, une enquête de recensement portant sur toute la population est réalisée tous les cinq ans, les populations de référence des années intermédiaires étant quant à elles estimées par interpolation ou extrapolation. Pour la commune, le premier recensement exhaustif entrant dans le cadre du nouveau dispositif a été réalisé en 2008.

En 2022, la commune comptait 319 habitants, en évolution de +1,92 % par rapport à 2016 (Haute-Loire : +0,36 %, France hors Mayotte : +2,11 %).
| 1793 | 1800 | 1806 | 1821 | 1831 | 1836 | 1841 | 1846 | 1851 |
| ---- | ---- | ---- | ---- | ---- | ---- | ---- | ---- | ---- |
| 745  | 638  | 617  | 713  | 750  | 779  | 691  | 758  | 699  |

| 1856 | 1861 | 1866 | 1872 | 1876 | 1881 | 1886 | 1891 | 1896 |
| ---- | ---- | ---- | ---- | ---- | ---- | ---- | ---- | ---- |
| 679  | 691  | 724  | 786  | 732  | 771  | 724  | 744  | 717  |

| 1901 | 1906 | 1911 | 1921 | 1926 | 1931 | 1936 | 1946 | 1954 |
| ---- | ---- | ---- | ---- | ---- | ---- | ---- | ---- | ---- |
| 657  | 708  | 641  | 571  | 554  | 498  | 491  | 417  | 383  |

| 1962 | 1968 | 1975 | 1982 | 1990 | 1999 | 2006 | 2008 | 2013 |
| ---- | ---- | ---- | ---- | ---- | ---- | ---- | ---- | ---- |
| 325  | 305  | 239  | 228  | 227  | 254  | 297  | 308  | 308  |

| 2018 | 2022 | - | - | - | - | - | - | - |
| ---- | ---- | - | - | - | - | - | - | - |
| 320  | 319  | - | - | - | - | - | - | - |

#### Pyramide des âges
La population de la commune est relativement jeune.
En 2018, le taux de personnes d'un âge inférieur à 30 ans s'élève à 33,5 %, soit au-dessus de la moyenne départementale (31 %). À l'inverse, le taux de personnes d'âge supérieur à 60 ans est de 28,4 % la même année, alors qu'il est de 31,1 % au niveau départemental.
En 2018, la commune comptait 166 hommes pour 154 femmes, soit un taux de 51,88 % d'hommes, largement supérieur au taux départemental (49,13 %).
Les pyramides des âges de la commune et du département s'établissent comme suit.
| Hommes | Classe d’âge | Femmes |
| ------ | ------------ | ------ |
| 1,2    | 90 ou +      | 1,3    |
| 9,0    | 75-89 ans    | 9,7    |
| 16,9   | 60-74 ans    | 18,8   |
| 24,1   | 45-59 ans    | 20,1   |
| 14,5   | 30-44 ans    | 17,5   |
| 15,1   | 15-29 ans    | 13,0   |
| 19,3   | 0-14 ans     | 19,5   |

| Hommes | Classe d’âge | Femmes |
| ------ | ------------ | ------ |
| 0,9    | 90 ou +      | 2,5    |
| 8,4    | 75-89 ans    | 11,7   |
| 20,4   | 60-74 ans    | 20,5   |
| 21,3   | 45-59 ans    | 20,3   |
| 16,8   | 30-44 ans    | 16,3   |
| 15,2   | 15-29 ans    | 13,2   |
| 17     | 0-14 ans     | 15,6   |

## Économie

### Revenus
En 2018, la commune compte 126 ménages fiscaux, regroupant 300 personnes. La médiane du revenu disponible par unité de consommation est de 19 790 € (20 800 € dans le département).

### Emploi
| Division       | 2008  | 2013  | 2018  |
| -------------- | ----- | ----- | ----- |
| Commune        | 4,6 % | 6,2 % | 5,9 % |
| Département    | 6,3 % | 7,7 % | 7,7 % |
| France entière | 8,3 % | 10 %  | 10 %  |

En 2018, la population âgée de 15 à 64 ans s'élève à 187 personnes, parmi lesquelles on compte 78,6 % d'actifs (72,7 % ayant un emploi et 5,9 % de chômeurs) et 21,4 % d'inactifs,. Depuis 2008, le taux de chômage communal (au sens du recensement) des 15-64 ans est inférieur à celui de la France et du département.
La commune fait partie de la couronne de l'aire d'attraction du Puy-en-Velay, du fait qu'au moins 15 % des actifs travaillent dans le pôle,. Elle compte 33 emplois en 2018, contre 35 en 2013 et 48 en 2008. Le nombre d'actifs ayant un emploi résidant dans la commune est de 138, soit un indicateur de concentration d'emploi de 23,9 % et un taux d'activité parmi les 15 ans ou plus de 57,8 %.
Sur ces 138 actifs de 15 ans ou plus ayant un emploi, 33 travaillent dans la commune, soit 24 % des habitants. Pour se rendre au travail, 86,2 % des habitants utilisent un véhicule personnel ou de fonction à quatre roues, 5,8 % s'y rendent en deux-roues, à vélo ou à pied et 8 % n'ont pas besoin de transport (travail au domicile).

## Culture locale et patrimoine

### Lieux et monuments

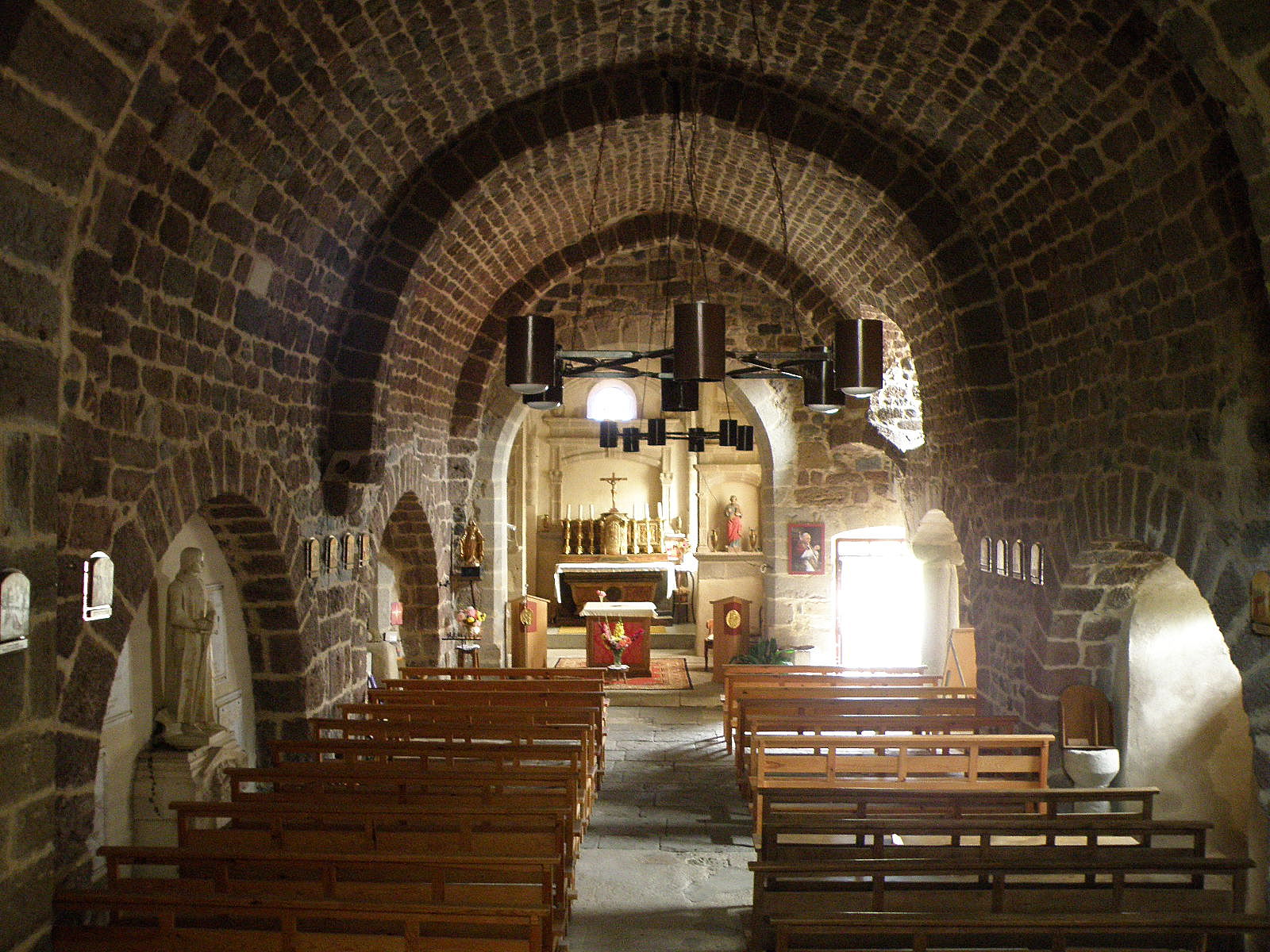
Église Saint-Barthélémy, intérieur.

- Église Saint-Barthélémy, inscrite au titre des monuments historiques par arrêté du 8 février 1986[31]. Cette église, qui présente un plan au sol en forme de croix latine, comporte : une nef à voûte en berceau, à deux travées délimitées par des arcs-doubleaux ; un avant-chœur surmonté d’un clocher carré du XIXe siècle, résultat de la transformation d'un ancien clocher-mur datant de 1662 ; un chœur, revoûté au XVIe siècle, se terminant par un mur droit, et doté d’un décor renaissance ; enfin, deux chapelles latérales s’ouvrant sur la première travée de la nef, celle au nord ayant été ajoutée au XVIIe siècle et celle du sud au XIXe siècle. La porte, pratiquée dans le flanc sud de l’édifice, est du style de reconstruction du XVIe siècle. Un ossuaire a été mis au jour sous la chapelle nord, attestant que le lieu était déjà occupé antérieurement au XIIe siècle ;
- Calvaire au sommet du Peyramont, 3 croix ;
- Vestige d'une enceinte fortifiée ;
- Ancienne garnison militaire au Moyen Âge ;
- Ancien couvent devenu mairie et salle polyvalente.

L'historien Albert Boudon-Lashermes signale dans un livre la présence d'un important habitat gaulois sur le secteur d'Uveyres.
À signaler également : en août, Fête de la Batteuse, tradition d'autrefois, avec repas typique (saucisse, lentilles etc.).

### Personnalités liées à la commune
- Georges Marcelin Chabron de Solilhac, né à Saint-Paulien en 1769, maire de Saint-Geneys. Député de la Haute-Loire de 1815 à 1829.
- Jacques Barrot conseiller général de Haute-Loire vient y inaugurer des bâtiments[réf. nécessaire].
- Le maréchal Fayolle (maréchal de la guerre 1914-1918) y séjourne pour se reposer dans le « château » familial dans la rue qui porte désormais son nom. Il s'agit en fait d'une grande maison bourgeoise construite en 1810, rachetée en 2012, restaurée et le parc transformé pour devenir un centre de séminaires et de réceptions[32],[33].
- Le chanoine Bertrand est originaire de la commune. Ancien curé de Saugues, il est l'auteur de plusieurs livres[réf. nécessaire].